# 玛丽·兰德
玛丽·兰德（英語：Mary Rand，1940年2月10日—），英国女子田径运动员。她曾代表英国参加1960年和1964年夏季奥林匹克运动会田径比赛，获得一枚金牌、一枚银牌和一枚铜牌。